# Fundació Provincial Esportiva Víctor Sastre
La Fundació Provincial Esportiva Víctor Sastre (oficialment i en castellà Fundación Provincial Deportiva Víctor Sastre) és una escola de ciclisme de base situada a El Barraco (província d'Àvila, Espanya) i dirigida per Víctor Sastre, pare de Carlos Sastre, guanyador del Tour de França de 2008.

## Escola ciclista
Va ser fundada sota el nom d'Ángel Arroyo, un cèlebre ciclista de la localitat, guanyador desposseït de la Volta ciclista a Espanya de 1982, durant els anys 80.
Actualment l'escola compta amb quatre equips: Escola, Cadets, Junior i Elit Sub-23, en funció de les edats dels ciclistes.
Víctor Sastre s'ha erigit en un dels màxims del ciclisme sense dopatge i al mateix temps principal descobridor de talents d'Espanya.
Per l'escola han passat molts ciclistes que llavors s'han convertit en professionals, com poden ser:
- José María Jiménez Sastre, també conegut com El Chava, guanyador de quatre mallots de la muntanya i de 9 etapes a la Volta a Espanya campió d'Espanya.
- Carlos Sastre Candil, guanyador del Tour de França de 2008, podi diverses vegades al Tour i a la Vuelta.
- Francisco Mancebo Pérez, podi a la Vuelta i etapa, campió d'Espanya i millor jove del Tour.
- Pablo Lastras García, guanyador d'etapa en les tres Grans Voltes.

A més d'altres ciclistes professionals menys coneguts com:
- David Navas
- Curro García
- Francisco Ignacio San Román Martín
- Óscar Pujol Muñoz
- Miguel Ángel Candil Delgado
- Rubén Calvo Gómez
- Diego Rubio Hernández